# NGC 272
NGC 272 ist eine Gruppe von Sternen im Sternbild Andromeda, die am 2. August 1864 vom deutsch-dänischen Astronomen Heinrich Ludwig d’Arrest entdeckt wurde.